# علي شو
علي شو (بالإنجليزية: Ali Douglas)‏ هي مقدمة تلفزيونية بريطانية، ولدت في 1982.

## وصلات خارجية
- علي شو على موقع IMDb (الإنجليزية)